# Geocoris nanus
Geocoris nanus är en insektsart som beskrevs av Barber 1835. Geocoris nanus ingår i släktet Geocoris och familjen Geocoridae. Inga underarter finns listade i Catalogue of Life.